# TER Bourgogne
Le TER Bourgogne était le réseau de lignes TER de l'ancienne région administrative Bourgogne. La fusion des réseaux TER Bourgogne et TER Franche-Comté en 2017 a eu comme conséquence la création d'une nouvelle entité appelée TER Bourgogne-Franche-Comté.
Il a représenté, en 2010, environ 43 700 voyages par jour effectués grâce aux 350 trains et cent autocars TER Bourgogne mis en circulation les jours de pleine semaine, avec une distance de parcours de 15,9 km en moyenne. Pour l'année, la performance du TER Bourgogne a été de 694 000 000 voyageurs-km et de 9 800 000 train-km. Cent-vingt-six gares et points d'arrêt sont ouverts au service de voyageurs. Quatre lignes sont certifiées « NF service » sur la base de la norme EN 13816 délivré par Afnor.
Le Conseil régional de Bourgogne a consacré au TER un budget de 152 700 000 € en 2011. La moyenne d'âge du matériel est de quinze ans et a diminué de dix ans depuis 2004.

## Histoire

### Le transport régional avant la décentralisation
En 1960, le trafic régional et local est assuré surtout par les trains omnibus, qui incluent les trains directs ou semi-directs. Dans l'actuelle région Bourgogne, ce trafic est alors bien développé autour de Dijon, Chalon-sur-Saône et Paray-le-Monial, avec quatre à neuf aller-retours par jour sur la plupart de lignes, et même dix aller-retours ou plus entre Chagny et Chalon-sur-Saône. Au nord de Cravant - Bazarnes et de Saint-Florentin - Vergigny, la desserte est également relativement bien fournie avec trois à cinq aller-retours par jour selon les sections, et même davantage entre Laroche-Migennes et Auxerre. Par contre, au sud de cette dernière gare jusqu'à Autun et Cercy-la-Tour (lignes aujourd'hui fermées au-delà de Corbigny et Avallon), ainsi que sur deux sections de la ligne de Paris à Lyon, ne circulent qu'un à deux aller-retours omnibus par jour. C'est le cas de Saint-Florentin - Dijon-Ville et de Chalon-sur-Saône - Mâcon. À la limite avec la Franche-Comté, les lignes depuis Is-sur-Tille vers Châtillon-sur-Seine, Culmont-Chalindrey et Gray ne sont quant à eux fréquentés que par un seul omnibus par sens et par jour.
La SNCF n'ayant pu atteindre l'équilibre financier à la fin de l'exercice 1973, le ministère des Finances fixe l'objectif de reporter les services omnibus sur 10 000 km de voies ferrées sur la route, chiffre bientôt porté à 12 500 km. Quand Jacques Chirac devient Premier ministre le 27 mai 1974, il décrète rapidement l'arrêt des transferts sur route autoritaires et propose d'attendre tout d'abord l'élaboration des premiers schémas régionaux de transport (SRT) décidée le 6 mars 1974. Six régions sont choisies comme régions pilotes, dont la région Bourgogne ne fait pas partie, mais le principe est progressivement étendu sur toutes les régions jusqu'en 1977. La Bourgogne entame l'élaboration de son SRT en 1976. Les régions vont se voir se confier l'organisation des services omnibus, avec l'idée sous-jacente qu'elles vont fermer des lignes rurales pour utiliser les économies réalisées pour l'amélioration des dessertes déclarées d'intérêt régional par le SRT. Le but global est l'amélioration des transports collectifs sans coûts supplémentaires pour la collectivité. Mais le SRT Bourgogne reste sans suite. Ensuite, l'État ayant été déçu par les SRT et le peu de fermetures enclenchées, le nouveau contrat d'entreprise entre État et SNCF de mars 1979 donne à la SNCF les moyens de décider d'elle-même de la fermeture de lignes. C'est ce qu'elle fait d'abord le 1er juin 1980 avec la ligne de Clamecy à Corbigny (33 km), où les trains ne sont occupés que par onze personnes en moyenne. Puis, le 28 septembre 1980, la ligne de Dracy-Saint-Loup (près d'Autun) à Santenay-les-Bains (près de Chagny) (36,8 km) est interceptée par la nouvelle LGV Sud-Est et de ce fait fermée au trafic voyageurs.
Alors que la Région s'est vu rejeter son SRT car voulant rouvrir deux lignes, le changement de politique après l'élection de François Mitterrand comme Président de la République apporte, en 1982, les « réouvertures Fiterman ». Est concernée en Bourgogne, la ligne de Clamecy à Corbigny, fermée seulement depuis un an et demi à sa réouverture le 18 décembre 1982 pour les express en début et fin de semaine. Une desserte quotidienne est même rétablie avec l'horaire d'été 1982, entrant en vigueur le 23 mai. Mais n'est créé qu'un seul aller-retour circulant dans la mi-journée, et apparemment mal placé pour la clientèle potentielle qui le boude : ces trains ne sont fréquentés que par dix personnes en moyenne, ce qui est le plus mauvais résultat pour les réouvertures de cette ère. À partir de l'horaire d'hiver 1983/84, le train part de Corbigny le matin et rentre le soir, mais cette circulation sera rapidement abandonnée également. Par ailleurs, au début des années 1980, la SNCF est pour la première fois encouragée d'augmenter l'offre omnibus de sa propre initiative, ce qu'elle fait à chaque changement d'horaire d'été 1981 jusqu'à hiver 1983/84.
La LOTI, promulguée le 30 décembre 1982, encourage la décentralisation des transports, sans pour autant définir un cadre précis. Puis, la loi du 7 janvier 1983 sur la répartition des compétences entre les communes, les départements, les régions et l'État donne le coup d'envoi à la décentralisation sur un plan plus général, avec, entre autres, l'instauration du suffrage universel des Conseillers régionaux. Sur le plan des transports ferroviaires régionaux, l'attitude de l'État reste ambivalente. En effet, il ne veut pas doter les régions des budgets nécessaires leur permettant de se substituer à l'État pour le versement de la contribution d'équilibre des services SNCF d'intérêt régional. Il craint que les régions puissent détourner ces fonds de leur destination initiale et ne réduisent les services ferroviaires, ce qui n'est plus souhaité, contrairement aux années 1970. De ce fait, la décentralisation des services ferroviaires ne peut être que facultative, l'État l'encourageant toutefois et souhaite que les régions s'investissent dans leur amélioration.

### De la naissance du TER jusqu'à la régionalisation
Le TER Bourgogne est lancé en 1986 à la suite de la mise en place d'une nouvelle politique commerciale de la SNCF sur le plan des transports régionaux, souhaitant affirmer davantage sa propre identité d'entreprise en mettant fin, notamment, aux décorations des trains suivant les souhaits des régions. « TER » traduit une stratégie commerciale reposant sur la marque TER avec son logo et sa décoration, sorte de label de qualité ; la charte TER signée entre la SNCF et les régions qui le souhaitent ; et la gamme commerciale TER. Elle s'exprime à travers l'information voyageurs, la promotion et la communication institutionnelle. Parmi les quatre coloris que la SNCF propose pour la livrée du matériel TER, la région Bourgogne choisit le jaune. Le TER veut rajeunir l'image des transports ferroviaires régionaux, jusque-là négligés et souffrant d'une mauvaise image. Pour la première fois, une telle initiative est mise en œuvre sur le plan national et s'accompagne de conventions avec toutes les régions (sauf trois, retardataires). En décembre 1986, la région signe donc sa convention d'exploitation avec la SNCF pour une durée de cinq ans, remplacée toutefois par une nouvelle convention dès mai 1991. Il s'agit d'une convention dite « à la marge », c'est-à-dire la Région ne doit assumer que les charges supplémentaires engendrées par les modifications du service de l'année de référence effectuées à sa demande. Autrement dit, les trains régionaux ne coûtent rien à la Région tant qu'elle ne demande pas des aménagements de l'offre. La Région a droit au versement d'un bonus si la fréquentation augmente à la suite des modifications qu'elle a apportées à la desserte. Ce début de conventionnement global coïncide à peu près avec l'instauration du TER, mais est en fait un développement indépendant issu de la politique de décentralisation.
Entre 1985 et 1992, la région consacre au total 40 100 000 francs aux investissements dans le matériel et se classe à la dixième place des régions françaises. Par contre, elle ne dépense que 300 000 francs pour les investissements d'infrastructure et se retrouve en queue de classement avec trois autres régions. Globalement, elle n'atteint donc que le dix-septième place sur les vingt régions de la France continentale hors Île-de-France. Ce n'est qu'en 1996 que la Région effectue son premier investissement d'infrastructure, portant sur l'aménagement de quelques gares avec rehaussement des quais, installation de distributeurs automatiques et de panneaux électroniques d'affichage. Avec la Franche-Comté, le Limousin et la Picardie, la Bourgogne est l'une des dernières régions à se lancer dans la modernisation des infrastructures ferroviaires, sans pour autant développer de projets majeurs. Le Contrat de plan État - Région 2000-2006 prévoit quatre fois plus d'investissements routiers que ferroviaires en Bourgogne, avec une participation régionale de 96 000 000 francs pour l'infrastructure ferroviaire. La moitié de cette somme est affectée à la modernisation de la ligne de Nevers à Chagny. Sont ensuite programmées des améliorations des plans des voies à Gare de Laroche - Migennes, Seurre (création d'une voie terminus à quai) et Dijon.
Le TER Bourgogne est à la limite déficitaire pendant les quatre premières années, avec des résultats comptables variant entre −223 000 francs pour l'exercice 1988 et 936 000 francs pour l'exercice 1989. Le résultat devient encourageant en 1990 avec un bénéfice de 3 541 000 francs pour la SNCF, tenant compte, bien entendu, de la contribution versée par l'État au titre de l'exploitation du service public de transport régional de voyageurs. Cette tendance ne se confirme pas, car la Bourgogne fait partie des dix régions connaissant une baisse du trafic entre 1991 et 1996. Elle est toutefois plus faible que dans les autres régions concernées et ne porte que sur 25 000 000 voyageurs-km et sur 2 % du nombre de voyageurs transportés. Dès l'exercice 1992, apparaît de nouveau un solde négatif de −327 000 francs alors que le solde provisionnel avait été de 2 865 000 francs. Après cette mauvaise surprise pour la Région, l'exercice 1993 est une fois de plus déficitaire avec −3 864 000 francs, alors que d'autres régions ayant subi une baisse de trafic depuis 1990 restent bénéficiaires. Ces résultats ne sont publiés, avec des chiffres provisoires qui plus est, qu'en juin 1995. Les responsables de la SNCF ne parviennent pas à justifier de façon satisfaisante ces mauvais résultats, tout en demandant aux régions concernées de lui verser des contributions à concurrence des déficits, alors que c'est la SNCF elle-même qui distribue la contribution de l'État parmi les régions. Cette expérience instille donc la méfiance des régions à l'égard de la SNCF, l'opacité des chiffres ne permettant pas d'exclure que cette dernière répercute les charges financières du réseau à grande vitesse sur les dessertes régionales. La Bourgogne est par ailleurs la seule région à réussir l'exploit de ne rien verser à la SNCF au titre de la couverture des déficits.
En effet, à partir de l'exercice 1993, la SNCF essaie de décharger sur les régions les déficits de ses express d'intérêt régional (EIR), catégorie récemment définie par la société nationale. Elle demande aux régions de les intégrer dans le conventionnement des TER et réduit en même temps l'offre de ce type de trains pour donner plus d'ampleur à sa requête, si bien que les régions cèdent devant la crainte de voir disparaître ces services. En Bourgogne, les EIR représentent 11,52 % des trains-km TER+EIR, contre 14,01 % sur le plan national. Avec une occupation moyenne de cent-quatre personnes, elles représentent toutefois 27,92 % des voyageurs-km TER+EIR, contre 19,75 % sur le plan national. Bien que l'occupation soit parmi les meilleures en France, les EIR bourguignons n'atteignent qu'un taux de couverture de 67 %. Chaque voyageur-km produit, selon la comptabilité de la SNCF, un déficit de 24 francs.
Le projet du Contrat de plan État - SNCF 1996-2000 mentionne trois lignes en Bourgogne exclusivement utilisées par des TER et présentant un taux de couverture inférieur à 25 %, destinées potentiellement à être transférées sur la route : Avallon - Autun ; Étang-sur-Arroux - Autun et Paray-le-Monial - Montchanin. La première a comme vocation de relier le chef-lieu d'arrondissement d'Autun à la capitale et ne présente qu'un faible potentiel local. Dès l'inauguration de la LGV Sud-Est, elle souffre de la concurrence avec cette ligne, dont la gare du Creusot TGV est reliée à Autun par des cars de rabattement. Ensuite, le service d'hiver 1994-95 voit la mise en service de deux autres lignes routières de rabattement, cette-fois ci depuis Saulieu, Semur-en-Auxois et Avallon vers la gare de Montbard qui bénéficie d'une desserte TGV. Simultanément, la desserte ferroviaire Avallon - Autun est réduit à un aller-retour quotidien, sans correspondance avec Paris. Comme résultat de la protestation locale, le service est légèrement amélioré en 2000, mais les voyageurs désertent le train car le système de renseignement horaire de la SNCF indique systématiquement des correspondances TGV et autocar.
Les expériences gagnées dans les six régions pilotes retenues en 1996 (et dont la Bourgogne ne fait pas partie) sont décisives pour la généralisation du conventionnement global des services TER par la loi relative à la solidarité et au renouvellement urbains (SRU), promulgué le 13 décembre 2000, à compter du 1er janvier 2002. Les régions deviennent ainsi autorités organisatrices de transports et se substituent à l'État pour le versement des contributions à la SNCF en vertu du trafic régional. La Bourgogne entre dans cette nouvelle ère avec un Contrat de plan spécifiant des ambitions globales, mais peu de projets concrets, ne consacrant par ailleurs pas de budget aux études préparatoires aux mesures d'infrastructure. Seulement six autorails X 4630 sont rénovés jusqu'en 2002, et seulement quatre autorails des deux nouvelles séries X 72500 et X 73500 sont achetés.

### Depuis la régionalisation en 2002

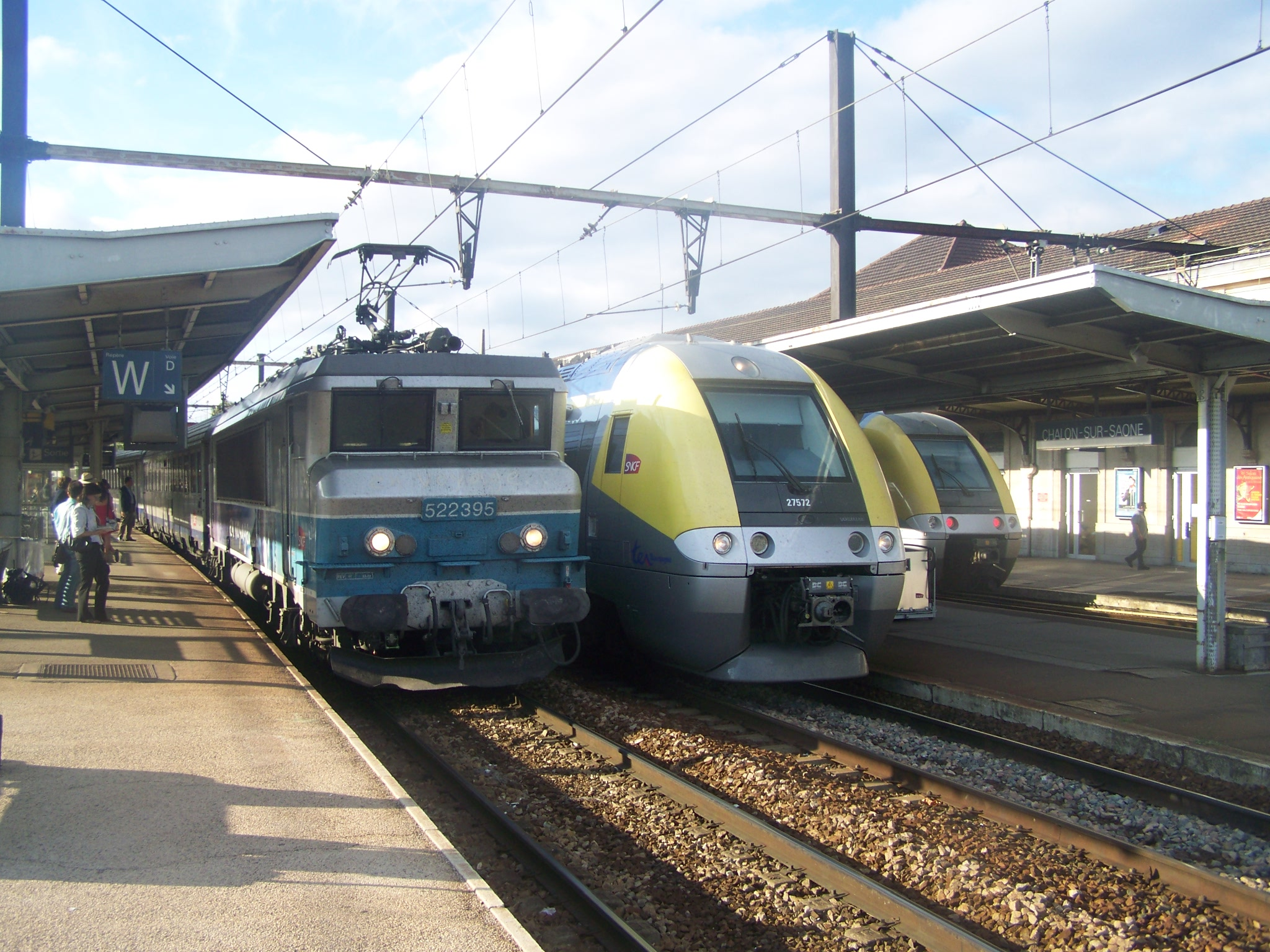
TER Bourgogne en gare de Chalon-sur-Saône.

Début 2002, le Conseil régional devient autorité organisatrice de transports.
L'offre Dijon - Nevers est progressivement développée et portée à 8 allers retours; le temps de parcours est ramené à environ 2h15 à la fois à la suite de suppressions d'arrêts et de l'introduction des X72500, X73500 puis des B81500 avec changement de mode en marche à la bifurcation de Chagny.
Une offre directe Auxerre - Dijon, d'abord en rame tractée légère, puis en B81500, est introduite progressivement.
En 2006, une nouvelle desserte du nord de la Bourgogne est mise en place, avec l'introduction de nombreux trains directs Paris - Bercy - Auxerre en B81500, avec changement de mode à Laroche Migennes. Certains trains sont prolongés jusqu'à Avallon ou Clamecy voire Corbigny, après coupe à Auxerre; les X73500 disparaissent alors de ces lignes, au profit d'un matériel certes bimode, mais la plupart du temps trop capacitif. Cette desserte complète l'offre antérieure, maintenue, de TER en rames corail réversibles Paris Gare-de Lyon Dijon (ultérieurement re-prolongée sur Lyon pour certains trains), progressivement basculée sur Paris Bercy, et la desserte de "grande couronne" Paris - Sens - Laroche-Migennes, réorganisée.
Un partenariat avec les Régions Centre et Rhône Alpes permet la création d'un aller retour Tours - Lyon via Paray le Monial par juxtaposition de missions. Similairement, un aller-retour direct Dijon - Troyes a été créé en partenariat avec la région Champagne-Ardenne.
Avec le changement d'horaire du 11 décembre 2011, la ligne Avallon - Autun est définitivement fermée au trafic voyageurs, quinze ans après que le service avait été réduit, pour une première fois, à un unique aller-retour par jour (voir ci-dessus). Elle ne transporte plus qu'une cinquantaine de personnes en 2008, et l'horaire est restreint, pour une seconde fois, à un seul aller-retour. L'occupation des trains varie alors entre zéro et cinq personnes. La suppression de ces trains devait faciliter l'organisation du trafic de marchandises, qui aurait été ainsi soumis à moins de contraintes sur cette ligne à faible débit; plus précisément, la ligne devait être reprise par un OFP, ce qui était incompatible avec le maintien de la desserte TER. Finalement, la desserte fret a été également abandonnée, malgré le développement d'une scierie à La Roche en Brenil. Le service de substitution par autocars TER se limite à la section Saulieu - Autun, portant sur trois aller-retours du lundi au vendredi, deux allers simples le samedi et un aller simple les dimanches et fêtes. Le positionnement des circulations ne permet pas l'aller-retour dans la journée Autun - Saulieu. Quant à la section Saulieu - Avallon, elle n'est plus desservie que par cinq circulations hebdomadaires (aller le lundi et vendredi, retour le lundi et dimanche).
De nombreuses dessertes ont vu leur offre fortement allégée depuis 2013, cas de Moulins - Paray le Monial, Dijon - Seurre, et d'Auxerre Avallon / Clamecy en 2015, avec suppression d'au moins 2 allers retours quotidiens sur chaque branche, pourtant rénovées dans le cadre du plan de relance (voir ci-dessous). La gare de Saincaize perd la quasi-totalité de ses arrêts, y compris TER.
À la suite de la fusion des régions en 2016, l'autorité organisatrice des transports régionaux est la région Bourgogne-Franche-Comté qui hérite de la propriété du matériel roulant[réf. nécessaire].

### Identité visuelle (logotype)

Le logo de 2002 à 2014.
Le logo depuis 2014.

## Convention TER 2007/2016

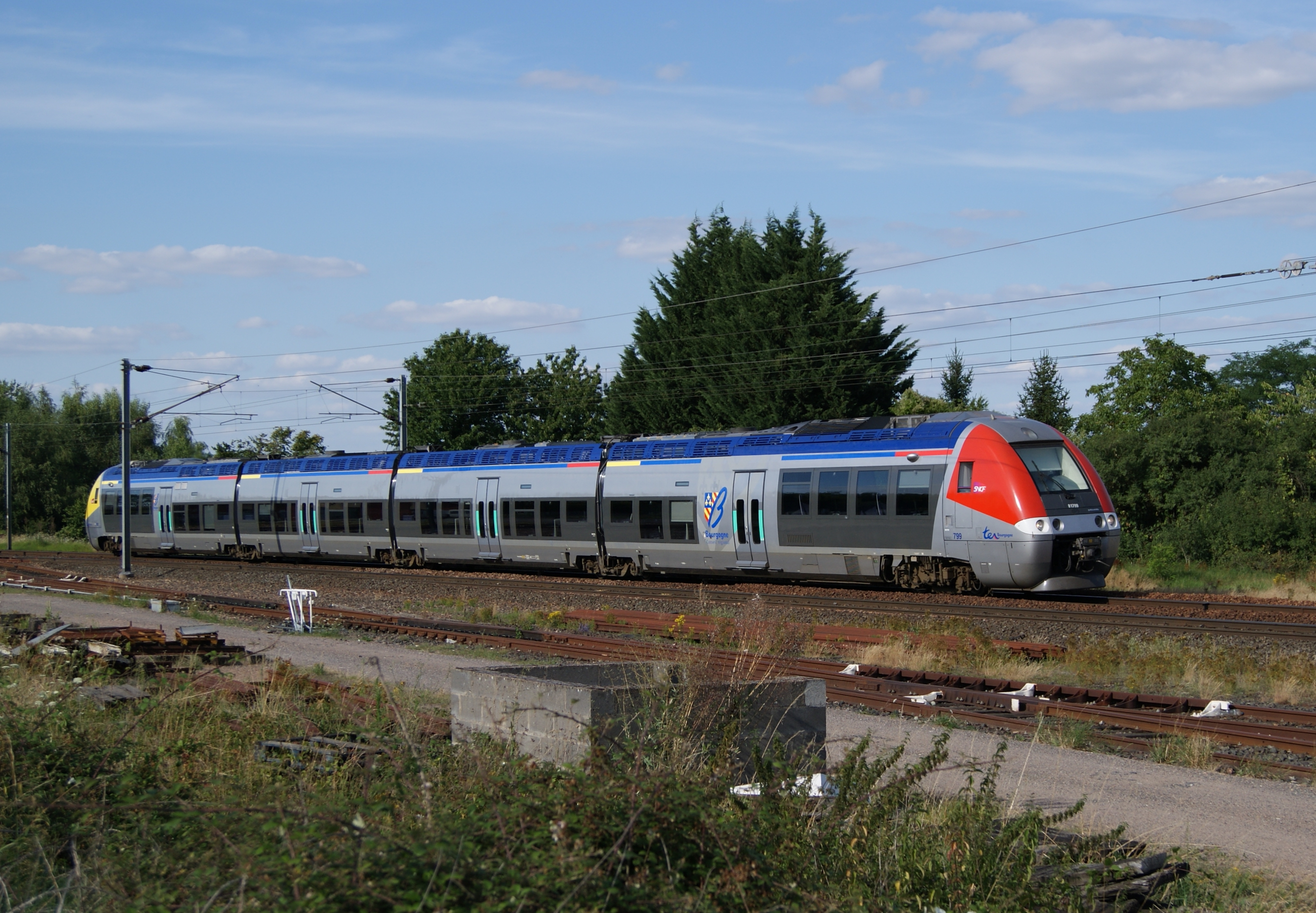
Un BGC Bourgogne assure un TER Cosne-sur-Loire-Nevers.

C'est la deuxième convention d'exploitation des services TER Bourgogne depuis que la Région est devenue autorité organisatrice de transports le 1er janvier 2002. Cette convention a été signée par Josiane Beaud pour la SNCF et François Partriat, président du Conseil régional de Bourgogne ; la volonté des deux parties ayant été de s'engager pour une période de dix ans.
Moyennant la convention, le Conseil Régional veut inciter la SNCF à replacer le client au centre des préoccupations et fixe à ce titre un certain nombre d'objectifs, qui sont traduits par des procédures appropriées définies dans la convention. Premièrement, la qualité de service et la ponctualité sont à améliorer, et la poursuite de la certification « NF service » par Afnor, sur la base de la norme EN 13816, est encouragée. Sont visées également des aspects tels que la propreté, les services en gare et l'information des voyageurs. Deuxièmement, les voyageurs réguliers subissant des retards importants seront à indemniser. Troisièmement, un schéma pour répondre à la problématique de l'accessibilité aux personnes handicapées est à élaborer. Finalement, une centrale d'information intermodale « Mobigo » est mise en place.
La convention comporte une clause de revoyure, visant à dresser un bilan des cinq premières années en 2012, soit à mi-parcours, afin d'apporter les ajustements nécessaires aux mécanismes conventionnels. À l'issue de cette convention, et selon l'état d'avancement de la transcription des directives de l'Union européenne dans le droit français, le Conseil régional de Bourgogne pourra soit proroger la présente convention, soit repasser une convention avec la SNCF ou tout autre transporteur ferroviaire avec ou sans mise en concurrence.

## Relations TER

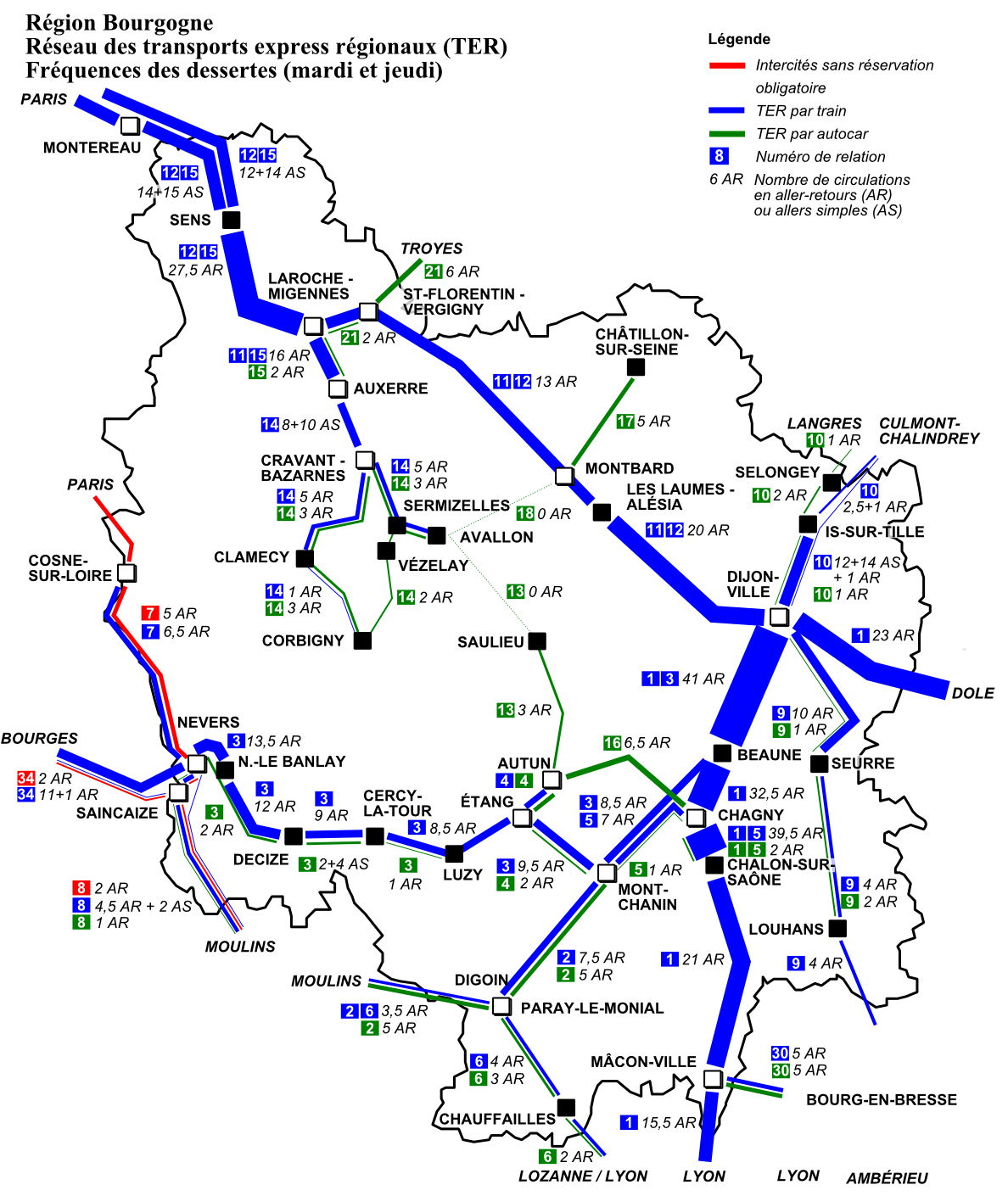
TER Bourgogne : fréquences des dessertes les jours types de pleine semaine (mardi et jeudi), horaire annuel 2012.

### Par rail
Le TER Bourgogne couvre l'ensemble des lignes classiques de la région ouvertes au service voyageurs, sauf la ligne de Mouchard à Bourg-en-Bresse dont l'unique gare située en Bourgogne (Cuiseaux) est fermée. En 2010, l'horaire comportait 350 trains par jour de pleine semaine, empruntées par 43 700 en moyenne tous les jours. La distance parcourue par voyageur était de 15,9 km seulement en moyenne. La production a été de 694 000 000 voyageurs-km et de 9 800 000 train-km. Cent-vingt-six gares et points d'arrêt sont ouverts au service de voyageurs. Quatre lignes sont certifiées « NF service » sur la base de la norme EN 13816 délivré par Afnor.
Les relations desservies par des trains TER sont résumées dans le tableau ci-dessous. Les numéros des lignes correspondent à ceux utilisés en 2012 pour les documents horaires. Pour plus de clarté, n'ont été retenus que les numéros renvoyant vers la desserte détaillée sur les axes considérés, évitant ainsi au maximum que des lignes soient repérées par plusieurs numéros. Sur plusieurs lignes, les trains sont complétés par des autocars. Ces services étant repris par le tableau de la section suivante, le tableau n'en tient pas compte. Dans la colonne Horaires, sont indiqués le premier départ de la gare nommée en dernier lieu, et le dernier départ de la gare en premier lieu. Est considérée comme fonctionnant en soirée une ligne dont le dernier départ a lieu après 20 h 30, si ce train effectue la totalité du parcours. Sur des parcours partiels, les lignes peuvent donc fonctionner en soirée sans que cela soit indiqué dans le tableau. Ces renseignements se portent sur le cas le plus représentatif, soit les jours du lundi au vendredi hors jours fériés. La durée du voyage peut varier en fonction des différents services, les horaires n'étant pas parfaitement cadencés. Est indiquée la durée du voyage la plus représentative, s'appliquant aux trains couvrant l'ensemble de la relation, qui le plus souvent ne s'arrêtent pas dans l'ensemble des gares.
| Ligne | Caractéristiques | Caractéristiques | Caractéristiques | Caractéristiques | Caractéristiques | Caractéristiques | Caractéristiques | Caractéristiques | Caractéristiques | Illustration |
| ----- | --- | --- | --- | --- | --- | --- | --- | --- | --- | ------------ |
| 1     | DIJON-VILLE ↔ Beaune ↔ Chagny ↔ Châlon-sur-Saône ↔ Tournus ↔ Mâcon-Ville ↔ LYON Part-Dieu | DIJON-VILLE ↔ Beaune ↔ Chagny ↔ Châlon-sur-Saône ↔ Tournus ↔ Mâcon-Ville ↔ LYON Part-Dieu | DIJON-VILLE ↔ Beaune ↔ Chagny ↔ Châlon-sur-Saône ↔ Tournus ↔ Mâcon-Ville ↔ LYON Part-Dieu | DIJON-VILLE ↔ Beaune ↔ Chagny ↔ Châlon-sur-Saône ↔ Tournus ↔ Mâcon-Ville ↔ LYON Part-Dieu | DIJON-VILLE ↔ Beaune ↔ Chagny ↔ Châlon-sur-Saône ↔ Tournus ↔ Mâcon-Ville ↔ LYON Part-Dieu | DIJON-VILLE ↔ Beaune ↔ Chagny ↔ Châlon-sur-Saône ↔ Tournus ↔ Mâcon-Ville ↔ LYON Part-Dieu | DIJON-VILLE ↔ Beaune ↔ Chagny ↔ Châlon-sur-Saône ↔ Tournus ↔ Mâcon-Ville ↔ LYON Part-Dieu | DIJON-VILLE ↔ Beaune ↔ Chagny ↔ Châlon-sur-Saône ↔ Tournus ↔ Mâcon-Ville ↔ LYON Part-Dieu | DIJON-VILLE ↔ Beaune ↔ Chagny ↔ Châlon-sur-Saône ↔ Tournus ↔ Mâcon-Ville ↔ LYON Part-Dieu |              |
|       | Longueur 193,7 km | Durée 2 h 00 | Nb. arrêts 20 | Soirée / Dimanche - Férié · / | Horaires 6 h 20 - 20 h 40 | Réseau TER Bourgogne / Rhône-Alpes | | | |              |
|       | | | | | | | | | |              |
| 1bis  | DIJON-VILLE ↔ Auxonne ↔ Dole ↔ Franois ↔ BESANÇON-VIOTTE | DIJON-VILLE ↔ Auxonne ↔ Dole ↔ Franois ↔ BESANÇON-VIOTTE | DIJON-VILLE ↔ Auxonne ↔ Dole ↔ Franois ↔ BESANÇON-VIOTTE | DIJON-VILLE ↔ Auxonne ↔ Dole ↔ Franois ↔ BESANÇON-VIOTTE | DIJON-VILLE ↔ Auxonne ↔ Dole ↔ Franois ↔ BESANÇON-VIOTTE | DIJON-VILLE ↔ Auxonne ↔ Dole ↔ Franois ↔ BESANÇON-VIOTTE | DIJON-VILLE ↔ Auxonne ↔ Dole ↔ Franois ↔ BESANÇON-VIOTTE | DIJON-VILLE ↔ Auxonne ↔ Dole ↔ Franois ↔ BESANÇON-VIOTTE | DIJON-VILLE ↔ Auxonne ↔ Dole ↔ Franois ↔ BESANÇON-VIOTTE |              |
|       | Longueur 91,5 km | Durée 1 h 03 | Nb. arrêts 13 | Soirée / Dimanche - Férié · / | Horaires 5 h 05 - 22 h 09 | Réseau TER Franche-Comté | | | |              |
|       | | | | | | | | | |              |
| 2     | MONTCHANIN ↔ Montceau-les-Mines ↔ Paray-le-Monial ↔ Digoin ↔ Gilly-sur-Loire ↔ MOULINS-SUR-ALLIER | MONTCHANIN ↔ Montceau-les-Mines ↔ Paray-le-Monial ↔ Digoin ↔ Gilly-sur-Loire ↔ MOULINS-SUR-ALLIER | MONTCHANIN ↔ Montceau-les-Mines ↔ Paray-le-Monial ↔ Digoin ↔ Gilly-sur-Loire ↔ MOULINS-SUR-ALLIER | MONTCHANIN ↔ Montceau-les-Mines ↔ Paray-le-Monial ↔ Digoin ↔ Gilly-sur-Loire ↔ MOULINS-SUR-ALLIER | MONTCHANIN ↔ Montceau-les-Mines ↔ Paray-le-Monial ↔ Digoin ↔ Gilly-sur-Loire ↔ MOULINS-SUR-ALLIER | MONTCHANIN ↔ Montceau-les-Mines ↔ Paray-le-Monial ↔ Digoin ↔ Gilly-sur-Loire ↔ MOULINS-SUR-ALLIER | MONTCHANIN ↔ Montceau-les-Mines ↔ Paray-le-Monial ↔ Digoin ↔ Gilly-sur-Loire ↔ MOULINS-SUR-ALLIER | MONTCHANIN ↔ Montceau-les-Mines ↔ Paray-le-Monial ↔ Digoin ↔ Gilly-sur-Loire ↔ MOULINS-SUR-ALLIER | MONTCHANIN ↔ Montceau-les-Mines ↔ Paray-le-Monial ↔ Digoin ↔ Gilly-sur-Loire ↔ MOULINS-SUR-ALLIER |              |
|       | Longueur 117,8 km | Durée 1 h 50 | Nb. arrêts 16 | Soirée / Dimanche - Férié · / | Horaires 6 h 04 - 19 h 06 | Réseau TER Bourgogne | | | |              |
|       | | | | | | | | | |              |
| 3     | NEVERS ↔ Decize ↔ Cercy-la-Tour ↔ Étang-sur-Arroux ↔ Le Creusot-Ville ↔ Montchanin ↔ Chagny ↔ Beaune ↔ DIJON-VILLE (Chagny ↔ Beaune ↔ Dijon : voir aussi 1) (Certifié NF service par Afnor sur la base de la norme EN 13816) | NEVERS ↔ Decize ↔ Cercy-la-Tour ↔ Étang-sur-Arroux ↔ Le Creusot-Ville ↔ Montchanin ↔ Chagny ↔ Beaune ↔ DIJON-VILLE (Chagny ↔ Beaune ↔ Dijon : voir aussi 1) (Certifié NF service par Afnor sur la base de la norme EN 13816) | NEVERS ↔ Decize ↔ Cercy-la-Tour ↔ Étang-sur-Arroux ↔ Le Creusot-Ville ↔ Montchanin ↔ Chagny ↔ Beaune ↔ DIJON-VILLE (Chagny ↔ Beaune ↔ Dijon : voir aussi 1) (Certifié NF service par Afnor sur la base de la norme EN 13816) | NEVERS ↔ Decize ↔ Cercy-la-Tour ↔ Étang-sur-Arroux ↔ Le Creusot-Ville ↔ Montchanin ↔ Chagny ↔ Beaune ↔ DIJON-VILLE (Chagny ↔ Beaune ↔ Dijon : voir aussi 1) (Certifié NF service par Afnor sur la base de la norme EN 13816) | NEVERS ↔ Decize ↔ Cercy-la-Tour ↔ Étang-sur-Arroux ↔ Le Creusot-Ville ↔ Montchanin ↔ Chagny ↔ Beaune ↔ DIJON-VILLE (Chagny ↔ Beaune ↔ Dijon : voir aussi 1) (Certifié NF service par Afnor sur la base de la norme EN 13816) | NEVERS ↔ Decize ↔ Cercy-la-Tour ↔ Étang-sur-Arroux ↔ Le Creusot-Ville ↔ Montchanin ↔ Chagny ↔ Beaune ↔ DIJON-VILLE (Chagny ↔ Beaune ↔ Dijon : voir aussi 1) (Certifié NF service par Afnor sur la base de la norme EN 13816) | NEVERS ↔ Decize ↔ Cercy-la-Tour ↔ Étang-sur-Arroux ↔ Le Creusot-Ville ↔ Montchanin ↔ Chagny ↔ Beaune ↔ DIJON-VILLE (Chagny ↔ Beaune ↔ Dijon : voir aussi 1) (Certifié NF service par Afnor sur la base de la norme EN 13816) | NEVERS ↔ Decize ↔ Cercy-la-Tour ↔ Étang-sur-Arroux ↔ Le Creusot-Ville ↔ Montchanin ↔ Chagny ↔ Beaune ↔ DIJON-VILLE (Chagny ↔ Beaune ↔ Dijon : voir aussi 1) (Certifié NF service par Afnor sur la base de la norme EN 13816) | NEVERS ↔ Decize ↔ Cercy-la-Tour ↔ Étang-sur-Arroux ↔ Le Creusot-Ville ↔ Montchanin ↔ Chagny ↔ Beaune ↔ DIJON-VILLE (Chagny ↔ Beaune ↔ Dijon : voir aussi 1) (Certifié NF service par Afnor sur la base de la norme EN 13816) |              |
|       | Longueur 214,4 km | Durée 2 h 18 | Nb. arrêts 24 | Soirée / Dimanche - Férié · / | Horaires 6 h 06 - 19 h 26 | Réseau TER Bourgogne | | | |              |
|       | | | | | | | | | |              |
| 5     | CHALON-SUR-SAÔNE ↔ Chagny ↔ MONTCHANIN (Chalon-sur-Saône ↔ Chagny : voir 1 ; Chagny - Montchanin : voir aussi 3) | CHALON-SUR-SAÔNE ↔ Chagny ↔ MONTCHANIN (Chalon-sur-Saône ↔ Chagny : voir 1 ; Chagny - Montchanin : voir aussi 3) | CHALON-SUR-SAÔNE ↔ Chagny ↔ MONTCHANIN (Chalon-sur-Saône ↔ Chagny : voir 1 ; Chagny - Montchanin : voir aussi 3) | CHALON-SUR-SAÔNE ↔ Chagny ↔ MONTCHANIN (Chalon-sur-Saône ↔ Chagny : voir 1 ; Chagny - Montchanin : voir aussi 3) | CHALON-SUR-SAÔNE ↔ Chagny ↔ MONTCHANIN (Chalon-sur-Saône ↔ Chagny : voir 1 ; Chagny - Montchanin : voir aussi 3) | CHALON-SUR-SAÔNE ↔ Chagny ↔ MONTCHANIN (Chalon-sur-Saône ↔ Chagny : voir 1 ; Chagny - Montchanin : voir aussi 3) | CHALON-SUR-SAÔNE ↔ Chagny ↔ MONTCHANIN (Chalon-sur-Saône ↔ Chagny : voir 1 ; Chagny - Montchanin : voir aussi 3) | CHALON-SUR-SAÔNE ↔ Chagny ↔ MONTCHANIN (Chalon-sur-Saône ↔ Chagny : voir 1 ; Chagny - Montchanin : voir aussi 3) | CHALON-SUR-SAÔNE ↔ Chagny ↔ MONTCHANIN (Chalon-sur-Saône ↔ Chagny : voir 1 ; Chagny - Montchanin : voir aussi 3) |              |
|       | Longueur 45,1 km | Durée 0 h 39 | Nb. arrêts 6 | Soirée / Dimanche - Férié · / | Horaires 7 h 11 - 19 h 10 | Réseau TER Bourgogne | | | |              |
|       | | | | | | | | | |              |
| 6     | LYON-PERRACHE ↔ Lozanne ↔ Lamure-sur-Azergues ↔ Chauffailles ↔ Paray-le-Monial ↔ Digoin ↔ Moulins-sur-Allier ↔ NEVERS (Paray-le-Monial ↔ Moulins : voir 2 ; Moulins ↔ Nevers : voir 8)                                       | LYON-PERRACHE ↔ Lozanne ↔ Lamure-sur-Azergues ↔ Chauffailles ↔ Paray-le-Monial ↔ Digoin ↔ Moulins-sur-Allier ↔ NEVERS (Paray-le-Monial ↔ Moulins : voir 2 ; Moulins ↔ Nevers : voir 8)                                       | LYON-PERRACHE ↔ Lozanne ↔ Lamure-sur-Azergues ↔ Chauffailles ↔ Paray-le-Monial ↔ Digoin ↔ Moulins-sur-Allier ↔ NEVERS (Paray-le-Monial ↔ Moulins : voir 2 ; Moulins ↔ Nevers : voir 8)                                       | LYON-PERRACHE ↔ Lozanne ↔ Lamure-sur-Azergues ↔ Chauffailles ↔ Paray-le-Monial ↔ Digoin ↔ Moulins-sur-Allier ↔ NEVERS (Paray-le-Monial ↔ Moulins : voir 2 ; Moulins ↔ Nevers : voir 8)                                       | LYON-PERRACHE ↔ Lozanne ↔ Lamure-sur-Azergues ↔ Chauffailles ↔ Paray-le-Monial ↔ Digoin ↔ Moulins-sur-Allier ↔ NEVERS (Paray-le-Monial ↔ Moulins : voir 2 ; Moulins ↔ Nevers : voir 8)                                       | LYON-PERRACHE ↔ Lozanne ↔ Lamure-sur-Azergues ↔ Chauffailles ↔ Paray-le-Monial ↔ Digoin ↔ Moulins-sur-Allier ↔ NEVERS (Paray-le-Monial ↔ Moulins : voir 2 ; Moulins ↔ Nevers : voir 8)                                       | LYON-PERRACHE ↔ Lozanne ↔ Lamure-sur-Azergues ↔ Chauffailles ↔ Paray-le-Monial ↔ Digoin ↔ Moulins-sur-Allier ↔ NEVERS (Paray-le-Monial ↔ Moulins : voir 2 ; Moulins ↔ Nevers : voir 8)                                       | LYON-PERRACHE ↔ Lozanne ↔ Lamure-sur-Azergues ↔ Chauffailles ↔ Paray-le-Monial ↔ Digoin ↔ Moulins-sur-Allier ↔ NEVERS (Paray-le-Monial ↔ Moulins : voir 2 ; Moulins ↔ Nevers : voir 8)                                       | LYON-PERRACHE ↔ Lozanne ↔ Lamure-sur-Azergues ↔ Chauffailles ↔ Paray-le-Monial ↔ Digoin ↔ Moulins-sur-Allier ↔ NEVERS (Paray-le-Monial ↔ Moulins : voir 2 ; Moulins ↔ Nevers : voir 8)                                       |              |
|       | Longueur 127,7 km | Durée 2 h 35 | Nb. arrêts 14 | Soirée / Dimanche - Férié · / | Horaires 5 h 30 - 17 h 55 | Réseau TER Bourgogne | | | |              |
|       | | | | | | | | | |              |
| 7     | PARIS-BERCY ↔ Montargis ↔ Gien ↔ Cosne-sur-Loire ↔ La Charité ↔ Pougues-les-Eaux ↔ NEVERS | PARIS-BERCY ↔ Montargis ↔ Gien ↔ Cosne-sur-Loire ↔ La Charité ↔ Pougues-les-Eaux ↔ NEVERS | PARIS-BERCY ↔ Montargis ↔ Gien ↔ Cosne-sur-Loire ↔ La Charité ↔ Pougues-les-Eaux ↔ NEVERS | PARIS-BERCY ↔ Montargis ↔ Gien ↔ Cosne-sur-Loire ↔ La Charité ↔ Pougues-les-Eaux ↔ NEVERS | PARIS-BERCY ↔ Montargis ↔ Gien ↔ Cosne-sur-Loire ↔ La Charité ↔ Pougues-les-Eaux ↔ NEVERS | PARIS-BERCY ↔ Montargis ↔ Gien ↔ Cosne-sur-Loire ↔ La Charité ↔ Pougues-les-Eaux ↔ NEVERS | PARIS-BERCY ↔ Montargis ↔ Gien ↔ Cosne-sur-Loire ↔ La Charité ↔ Pougues-les-Eaux ↔ NEVERS | PARIS-BERCY ↔ Montargis ↔ Gien ↔ Cosne-sur-Loire ↔ La Charité ↔ Pougues-les-Eaux ↔ NEVERS | PARIS-BERCY ↔ Montargis ↔ Gien ↔ Cosne-sur-Loire ↔ La Charité ↔ Pougues-les-Eaux ↔ NEVERS |              |
|       | Longueur 253,0 km | Durée 2 h 25 | Nb. arrêts 18 | Soirée / Dimanche - Férié · / | Horaires 4 h 57 - 19 h 04 | Réseau TER Bourgogne | | | |              |
|       | | | | | | | | | |              |
| 8     | MOULINS-SUR-ALLIER ↔ Saincaize ↔ NEVERS | MOULINS-SUR-ALLIER ↔ Saincaize ↔ NEVERS | MOULINS-SUR-ALLIER ↔ Saincaize ↔ NEVERS | MOULINS-SUR-ALLIER ↔ Saincaize ↔ NEVERS | MOULINS-SUR-ALLIER ↔ Saincaize ↔ NEVERS | MOULINS-SUR-ALLIER ↔ Saincaize ↔ NEVERS | MOULINS-SUR-ALLIER ↔ Saincaize ↔ NEVERS | MOULINS-SUR-ALLIER ↔ Saincaize ↔ NEVERS | MOULINS-SUR-ALLIER ↔ Saincaize ↔ NEVERS |              |
|       | Longueur 60,1 km | Durée 0 h 40 | Nb. arrêts 6 | Soirée / Dimanche - Férié · / | Horaires 5 h 30 - 21 h 06 | Réseau TER Bourgogne / Auvergne | | | |              |
|       | | | | | | | | | |              |
| 9     | DIJON-VILLE ↔ Saint-Jean-de-Losne ↔ Seurre ↔ Louhans ↔ BOURG-EN-BRESSE (Dijon ↔ Louhans : certifié NF service par Afnor sur la base de la norme EN 13816)                                                                    | DIJON-VILLE ↔ Saint-Jean-de-Losne ↔ Seurre ↔ Louhans ↔ BOURG-EN-BRESSE (Dijon ↔ Louhans : certifié NF service par Afnor sur la base de la norme EN 13816)                                                                    | DIJON-VILLE ↔ Saint-Jean-de-Losne ↔ Seurre ↔ Louhans ↔ BOURG-EN-BRESSE (Dijon ↔ Louhans : certifié NF service par Afnor sur la base de la norme EN 13816)                                                                    | DIJON-VILLE ↔ Saint-Jean-de-Losne ↔ Seurre ↔ Louhans ↔ BOURG-EN-BRESSE (Dijon ↔ Louhans : certifié NF service par Afnor sur la base de la norme EN 13816)                                                                    | DIJON-VILLE ↔ Saint-Jean-de-Losne ↔ Seurre ↔ Louhans ↔ BOURG-EN-BRESSE (Dijon ↔ Louhans : certifié NF service par Afnor sur la base de la norme EN 13816)                                                                    | DIJON-VILLE ↔ Saint-Jean-de-Losne ↔ Seurre ↔ Louhans ↔ BOURG-EN-BRESSE (Dijon ↔ Louhans : certifié NF service par Afnor sur la base de la norme EN 13816)                                                                    | DIJON-VILLE ↔ Saint-Jean-de-Losne ↔ Seurre ↔ Louhans ↔ BOURG-EN-BRESSE (Dijon ↔ Louhans : certifié NF service par Afnor sur la base de la norme EN 13816)                                                                    | DIJON-VILLE ↔ Saint-Jean-de-Losne ↔ Seurre ↔ Louhans ↔ BOURG-EN-BRESSE (Dijon ↔ Louhans : certifié NF service par Afnor sur la base de la norme EN 13816)                                                                    | DIJON-VILLE ↔ Saint-Jean-de-Losne ↔ Seurre ↔ Louhans ↔ BOURG-EN-BRESSE (Dijon ↔ Louhans : certifié NF service par Afnor sur la base de la norme EN 13816)                                                                    |              |
|       | Longueur 143,0 km | Durée 1 h 43 | Nb. arrêts 14 | Soirée / Dimanche - Férié · / | Horaires 5 h 30 - 18 h 43 | Réseau TER Bourgogne / Franche-Comté / Rhône-Alpes | | | |              |
|       | | | | | | | | | |              |
| 10    | CULMONT - CHALINDREY ↔ Is-sur-Tille ↔ DIJON-VILLE (Dijon ↔ Is-sur-Tille : certifié NF service par Afnor sur la base de la norme EN 13816)                                                                                    | CULMONT - CHALINDREY ↔ Is-sur-Tille ↔ DIJON-VILLE (Dijon ↔ Is-sur-Tille : certifié NF service par Afnor sur la base de la norme EN 13816)                                                                                    | CULMONT - CHALINDREY ↔ Is-sur-Tille ↔ DIJON-VILLE (Dijon ↔ Is-sur-Tille : certifié NF service par Afnor sur la base de la norme EN 13816)                                                                                    | CULMONT - CHALINDREY ↔ Is-sur-Tille ↔ DIJON-VILLE (Dijon ↔ Is-sur-Tille : certifié NF service par Afnor sur la base de la norme EN 13816)                                                                                    | CULMONT - CHALINDREY ↔ Is-sur-Tille ↔ DIJON-VILLE (Dijon ↔ Is-sur-Tille : certifié NF service par Afnor sur la base de la norme EN 13816)                                                                                    | CULMONT - CHALINDREY ↔ Is-sur-Tille ↔ DIJON-VILLE (Dijon ↔ Is-sur-Tille : certifié NF service par Afnor sur la base de la norme EN 13816)                                                                                    | CULMONT - CHALINDREY ↔ Is-sur-Tille ↔ DIJON-VILLE (Dijon ↔ Is-sur-Tille : certifié NF service par Afnor sur la base de la norme EN 13816)                                                                                    | CULMONT - CHALINDREY ↔ Is-sur-Tille ↔ DIJON-VILLE (Dijon ↔ Is-sur-Tille : certifié NF service par Afnor sur la base de la norme EN 13816)                                                                                    | CULMONT - CHALINDREY ↔ Is-sur-Tille ↔ DIJON-VILLE (Dijon ↔ Is-sur-Tille : certifié NF service par Afnor sur la base de la norme EN 13816)                                                                                    |              |
|       | Longueur 76,6 km | Durée 0 h 56 | Nb. arrêts 8 | Soirée / Dimanche - Férié · / | Horaires 6 h 15 - 18 h 02 | Réseau TER Bourgogne / Champagne-Ardenne | | | |              |
|       | | | | | | | | | |              |
| 11    | DIJON-VILLE ↔ Les Laumes-Alésia ↔ Montbard ↔ Tonnerre ↔ Laroche - Migennes ↔ AUXERRE (Dijon ↔ Laroche-Migennes : voir 12) | DIJON-VILLE ↔ Les Laumes-Alésia ↔ Montbard ↔ Tonnerre ↔ Laroche - Migennes ↔ AUXERRE (Dijon ↔ Laroche-Migennes : voir 12) | DIJON-VILLE ↔ Les Laumes-Alésia ↔ Montbard ↔ Tonnerre ↔ Laroche - Migennes ↔ AUXERRE (Dijon ↔ Laroche-Migennes : voir 12) | DIJON-VILLE ↔ Les Laumes-Alésia ↔ Montbard ↔ Tonnerre ↔ Laroche - Migennes ↔ AUXERRE (Dijon ↔ Laroche-Migennes : voir 12) | DIJON-VILLE ↔ Les Laumes-Alésia ↔ Montbard ↔ Tonnerre ↔ Laroche - Migennes ↔ AUXERRE (Dijon ↔ Laroche-Migennes : voir 12) | DIJON-VILLE ↔ Les Laumes-Alésia ↔ Montbard ↔ Tonnerre ↔ Laroche - Migennes ↔ AUXERRE (Dijon ↔ Laroche-Migennes : voir 12) | DIJON-VILLE ↔ Les Laumes-Alésia ↔ Montbard ↔ Tonnerre ↔ Laroche - Migennes ↔ AUXERRE (Dijon ↔ Laroche-Migennes : voir 12) | DIJON-VILLE ↔ Les Laumes-Alésia ↔ Montbard ↔ Tonnerre ↔ Laroche - Migennes ↔ AUXERRE (Dijon ↔ Laroche-Migennes : voir 12) | DIJON-VILLE ↔ Les Laumes-Alésia ↔ Montbard ↔ Tonnerre ↔ Laroche - Migennes ↔ AUXERRE (Dijon ↔ Laroche-Migennes : voir 12) |              |
|       | Longueur 178,7 km | Durée 1 h 53 | Nb. arrêts 16 | Soirée / Dimanche - Férié · / | Horaires 5 h 36 - 20 h 29 | Réseau TER Bourgogne | | | |              |
|       | | | | | | | | | |              |
| 12    | DIJON-VILLE ↔ Les Laumes-Alésia ↔ Montbard ↔ Tonnerre ↔ Laroche - Migennes ↔ Sens ↔ PARIS-BERCY (Laroche - Paris : voir 15) (Dijon ↔ Laroche : certifié NF service par Afnor sur la base de la norme EN 13816)               | DIJON-VILLE ↔ Les Laumes-Alésia ↔ Montbard ↔ Tonnerre ↔ Laroche - Migennes ↔ Sens ↔ PARIS-BERCY (Laroche - Paris : voir 15) (Dijon ↔ Laroche : certifié NF service par Afnor sur la base de la norme EN 13816)               | DIJON-VILLE ↔ Les Laumes-Alésia ↔ Montbard ↔ Tonnerre ↔ Laroche - Migennes ↔ Sens ↔ PARIS-BERCY (Laroche - Paris : voir 15) (Dijon ↔ Laroche : certifié NF service par Afnor sur la base de la norme EN 13816)               | DIJON-VILLE ↔ Les Laumes-Alésia ↔ Montbard ↔ Tonnerre ↔ Laroche - Migennes ↔ Sens ↔ PARIS-BERCY (Laroche - Paris : voir 15) (Dijon ↔ Laroche : certifié NF service par Afnor sur la base de la norme EN 13816)               | DIJON-VILLE ↔ Les Laumes-Alésia ↔ Montbard ↔ Tonnerre ↔ Laroche - Migennes ↔ Sens ↔ PARIS-BERCY (Laroche - Paris : voir 15) (Dijon ↔ Laroche : certifié NF service par Afnor sur la base de la norme EN 13816)               | DIJON-VILLE ↔ Les Laumes-Alésia ↔ Montbard ↔ Tonnerre ↔ Laroche - Migennes ↔ Sens ↔ PARIS-BERCY (Laroche - Paris : voir 15) (Dijon ↔ Laroche : certifié NF service par Afnor sur la base de la norme EN 13816)               | DIJON-VILLE ↔ Les Laumes-Alésia ↔ Montbard ↔ Tonnerre ↔ Laroche - Migennes ↔ Sens ↔ PARIS-BERCY (Laroche - Paris : voir 15) (Dijon ↔ Laroche : certifié NF service par Afnor sur la base de la norme EN 13816)               | DIJON-VILLE ↔ Les Laumes-Alésia ↔ Montbard ↔ Tonnerre ↔ Laroche - Migennes ↔ Sens ↔ PARIS-BERCY (Laroche - Paris : voir 15) (Dijon ↔ Laroche : certifié NF service par Afnor sur la base de la norme EN 13816)               | DIJON-VILLE ↔ Les Laumes-Alésia ↔ Montbard ↔ Tonnerre ↔ Laroche - Migennes ↔ Sens ↔ PARIS-BERCY (Laroche - Paris : voir 15) (Dijon ↔ Laroche : certifié NF service par Afnor sur la base de la norme EN 13816)               |              |
|       | Longueur 313,3 km | Durée 2 h 52 | Nb. arrêts 16 | Soirée / Dimanche - Férié · / | Horaires 6 h 13 - 19 h 29 | Réseau TER Bourgogne | | | |              |
|       | | | | | | | | | |              |
| 14    | AUXERRE ↔ Cravant-Bazarnes ↔ AVALLON et AUXERRE ↔ Cravant-Bazarnes ↔ Clamecy ↔ CORBIGNY | AUXERRE ↔ Cravant-Bazarnes ↔ AVALLON et AUXERRE ↔ Cravant-Bazarnes ↔ Clamecy ↔ CORBIGNY | AUXERRE ↔ Cravant-Bazarnes ↔ AVALLON et AUXERRE ↔ Cravant-Bazarnes ↔ Clamecy ↔ CORBIGNY | AUXERRE ↔ Cravant-Bazarnes ↔ AVALLON et AUXERRE ↔ Cravant-Bazarnes ↔ Clamecy ↔ CORBIGNY | AUXERRE ↔ Cravant-Bazarnes ↔ AVALLON et AUXERRE ↔ Cravant-Bazarnes ↔ Clamecy ↔ CORBIGNY | AUXERRE ↔ Cravant-Bazarnes ↔ AVALLON et AUXERRE ↔ Cravant-Bazarnes ↔ Clamecy ↔ CORBIGNY | AUXERRE ↔ Cravant-Bazarnes ↔ AVALLON et AUXERRE ↔ Cravant-Bazarnes ↔ Clamecy ↔ CORBIGNY | AUXERRE ↔ Cravant-Bazarnes ↔ AVALLON et AUXERRE ↔ Cravant-Bazarnes ↔ Clamecy ↔ CORBIGNY | AUXERRE ↔ Cravant-Bazarnes ↔ AVALLON et AUXERRE ↔ Cravant-Bazarnes ↔ Clamecy ↔ CORBIGNY |              |
|       | Longueur 54,4 km ca. 85 km | Durée 1 h 06 1 h 45 | Nb. arrêts 11 | Soirée / Dimanche - Férié · / | Horaires 5 h 28 - 20 h 19 5 h 51 - 18 h 40 | Réseau TER Bourgogne | | | |              |
|       | | | | | | | | | |              |
| 15    | PARIS-BERCY ↔ Melun ↔ Moret - Véneux-les-Sablons ↔ Montereau ↔ Sens ↔ Laroche - Migennes ↔ AUXERRE (Paris ↔ Montereau : ) | PARIS-BERCY ↔ Melun ↔ Moret - Véneux-les-Sablons ↔ Montereau ↔ Sens ↔ Laroche - Migennes ↔ AUXERRE (Paris ↔ Montereau : ) | PARIS-BERCY ↔ Melun ↔ Moret - Véneux-les-Sablons ↔ Montereau ↔ Sens ↔ Laroche - Migennes ↔ AUXERRE (Paris ↔ Montereau : ) | PARIS-BERCY ↔ Melun ↔ Moret - Véneux-les-Sablons ↔ Montereau ↔ Sens ↔ Laroche - Migennes ↔ AUXERRE (Paris ↔ Montereau : ) | PARIS-BERCY ↔ Melun ↔ Moret - Véneux-les-Sablons ↔ Montereau ↔ Sens ↔ Laroche - Migennes ↔ AUXERRE (Paris ↔ Montereau : ) | PARIS-BERCY ↔ Melun ↔ Moret - Véneux-les-Sablons ↔ Montereau ↔ Sens ↔ Laroche - Migennes ↔ AUXERRE (Paris ↔ Montereau : ) | PARIS-BERCY ↔ Melun ↔ Moret - Véneux-les-Sablons ↔ Montereau ↔ Sens ↔ Laroche - Migennes ↔ AUXERRE (Paris ↔ Montereau : ) | PARIS-BERCY ↔ Melun ↔ Moret - Véneux-les-Sablons ↔ Montereau ↔ Sens ↔ Laroche - Migennes ↔ AUXERRE (Paris ↔ Montereau : ) | PARIS-BERCY ↔ Melun ↔ Moret - Véneux-les-Sablons ↔ Montereau ↔ Sens ↔ Laroche - Migennes ↔ AUXERRE (Paris ↔ Montereau : ) |              |
|       | Longueur 173,4 km | Durée 1 h 36 | Nb. arrêts 19 | Soirée / Dimanche - Férié · / | Horaires 4 h 46 - 22 h 38 | Réseau TER Bourgogne | | | |              |
|       | | | | | | | | | |              |
| 30    | BOURG-EN-BRESSE ↔ MÂCON-VILLE | BOURG-EN-BRESSE ↔ MÂCON-VILLE | BOURG-EN-BRESSE ↔ MÂCON-VILLE | BOURG-EN-BRESSE ↔ MÂCON-VILLE | BOURG-EN-BRESSE ↔ MÂCON-VILLE | BOURG-EN-BRESSE ↔ MÂCON-VILLE | BOURG-EN-BRESSE ↔ MÂCON-VILLE | BOURG-EN-BRESSE ↔ MÂCON-VILLE | BOURG-EN-BRESSE ↔ MÂCON-VILLE |              |
|       | Longueur 37,0 km | Durée 0 h 28 | Nb. arrêts 6 | Soirée / Dimanche - Férié · / | Horaires 6 h 57 - 19 h 34 | Réseau TER Rhône-Alpes | | | |              |
|       | | | | | | | | | |              |
| 34    | ORLÉANS ↔ La Ferté-Saint-Aubin ↔ Salbris ↔ Vierzon ↔ Mehun-sur-Yèvre ↔ Bourges ↔ Saincaize ↔ NEVERS | ORLÉANS ↔ La Ferté-Saint-Aubin ↔ Salbris ↔ Vierzon ↔ Mehun-sur-Yèvre ↔ Bourges ↔ Saincaize ↔ NEVERS | ORLÉANS ↔ La Ferté-Saint-Aubin ↔ Salbris ↔ Vierzon ↔ Mehun-sur-Yèvre ↔ Bourges ↔ Saincaize ↔ NEVERS | ORLÉANS ↔ La Ferté-Saint-Aubin ↔ Salbris ↔ Vierzon ↔ Mehun-sur-Yèvre ↔ Bourges ↔ Saincaize ↔ NEVERS | ORLÉANS ↔ La Ferté-Saint-Aubin ↔ Salbris ↔ Vierzon ↔ Mehun-sur-Yèvre ↔ Bourges ↔ Saincaize ↔ NEVERS | ORLÉANS ↔ La Ferté-Saint-Aubin ↔ Salbris ↔ Vierzon ↔ Mehun-sur-Yèvre ↔ Bourges ↔ Saincaize ↔ NEVERS | ORLÉANS ↔ La Ferté-Saint-Aubin ↔ Salbris ↔ Vierzon ↔ Mehun-sur-Yèvre ↔ Bourges ↔ Saincaize ↔ NEVERS | ORLÉANS ↔ La Ferté-Saint-Aubin ↔ Salbris ↔ Vierzon ↔ Mehun-sur-Yèvre ↔ Bourges ↔ Saincaize ↔ NEVERS | ORLÉANS ↔ La Ferté-Saint-Aubin ↔ Salbris ↔ Vierzon ↔ Mehun-sur-Yèvre ↔ Bourges ↔ Saincaize ↔ NEVERS |              |
|       | Longueur 183,4 km | Durée 2 h 05 | Nb. arrêts 21 | Soirée / Dimanche - Férié · / | Horaires 5 h 35 - 19 h 15 | Réseau TER Centre | | | |              |

### Par autocar
Sur les cent-trente-trois services routiers pourvus les jours de pleine semaine, trente-trois sont en réalité assurés par des taxis. Il ne s'agit toutefois pas de transport à la demande, les taxis circulant selon les horaires établis que des voyageurs se présentent ou non. - Les relations TER Bourgogne desservies par autocar sont, pour la plupart, complémentaires aux relations desservies par train. Les relations no 13 et 16 remplacent des lignes de chemin de fer fermées au trafic voyageurs. Les relations no 14 (desserte de Vézelay), 17 et 18 sont les seules à ne pas suivre le cours des lignes de chemin de fer anciennes ou existantes.
Les fonctions des dessertes complémentaires par autocar sont de différente nature. Elles ont souvent comme vocation d'assurer une desserte plus fine, en s'arrêtant dans des localités dont les gares sont fermées au trafic voyageurs ou ne disposent plus que de rares arrêts pendant les heures de pointe. C'est le cas des relations no 3 et 4 (section Le Creusot - Étang-sur-Arroux). Dans d'autres cas, les dessertes par autocar assurent par contre une desserte directe, comme sur la relation no 2 entre Montchanin et Paray-le-Monial. Sur certaines relations à faible demande, les autocars sont aussi nombreux voire plus nombreux que les trains, comme sur les relations no 2 (section Moulins - Paray-le-Monial), 6 et 14 (section Corbigny - Clamecy). Mais des dessertes par autocar existent aussi le long de certains tronçons de lignes de chemin de fer bien fréquentées où elles parent au manque de capacité, ou à la difficulté de mettre en place des trains à certaines heures. C'est le cas des relations no 1, 5, 8 et 15. Parfois, les autocars n'assurent plus qu'une desserte résiduelle et ne circulent qu'une fois par sens et par jour (cas de Selongey - Langres), voire ne circulent que certains jours de la semaine (cas de la section Avallon - Saulieu de la relation no 13 et de la relation no 18), même si des trains ne sont pas du tout proposées entre les mêmes villes.
|    | Parcours |
| -- | --- |
| 1  | Chagny ↔ Chalon-sur-Saône (1,5 AR / jour)                                                                                 |
| 2  | Montchanin ↔ Paray-le-Monial et Paray-le-Monial ↔ Moulins-sur-Allier                                                      |
| 3  | Nevers ↔ Decize ↔ Cercy-la-Tour ↔ Luzy                                                                                    |
| 4  | Le Creusot ↔ Étang-sur-Arroux et Étang-sur-Arroux ↔ Autun                                                                 |
| 5  | Montchanin ↔ Chalon-sur-Saône (1 AR / jour)                                                                               |
| 6  | Paray-le-Monial ↔ Chauffailles ↔ Lozanne                                                                                  |
| 8  | Moulins-sur-Allier ↔ Nevers (1 AR / jour)                                                                                 |
| 9  | Dijon ↔ Seurre (1 AR / jour) et Seurre ↔ Louhans                                                                          |
| 10 | Dijon ↔ Is-sur-Tille (1 AR /jour) et Is-sur-Tille ↔ Selongey (↔ Langres)                                                  |
| 15 | Gare de Laroche - Migennes ↔ Auxerre                                                                                      |
| 13 | Autun ↔ Saulieu (↔ Avallon)                                                                                               |
| 14 | Corbigny ↔ Clamecy ↔ Gare de Cravant - Bazarnes, Corbigny ↔ Vézelay ↔ Sermizelles et Avallon ↔ Gare de Cravant - Bazarnes |
| 16 | Chagny ↔ Nolay ↔ Épinac-les-Mines ↔ Autun                                                                                 |
| 17 | Châtillon-sur-Seine ↔ Montbard                                                                                            |
| 18 | Clamecy ↔ Avallon ↔ Montbard (1 AR hebdomadaire)                                                                          |
| 21 | Gare de Laroche - Migennes ↔ Gare de Saint-Florentin - Vergigny ↔ Troyes (TER Champagne-Ardenne)                          |
| 30 | Mâcon ↔ Bourg-en-Bresse (TER Rhône-Alpes)                                                                                 |

## Tarification
Les tarifs valables sur l'échelle nationale s'appliquent sur le TER Bourgogne également. En complément, la région propose des formules tarifaires spécifiques, se divisant en tarifs tout public et tarifs soumis à des conditions d'éligibilité.

### Tarifs tout public
La carte Bourgogne Liberté est une carte de réduction nominative valable pendant une année. Elle donne droit à une réduction de 25 % pour tous les trajets à l'intérieur de la région, vers l'Île-de-France par Sens ou vers la région Rhône-Alpes. Les week-ends, jours fériés et pendant les vacances scolaires de l'académie de Dijon, le taux de réduction est de 50 %. Quel que soit le jour, jusqu'à quatre personnes accompagnant le titulaire de la carte peuvent bénéficier de la même réduction. La carte est vendue au prix de 30 € (février 2012).
L'abonnement Bourgogne Fréquence est un abonnement hebdomadaire, mensuel ou annuel pour un nombre de voyages illimité sur un parcours choisi au moment de la souscription, au sein de la région ou vers l'Île-de-France par Sens. La réduction par rapport au plein tarif de la SNCF est de 75 % environ. Les versions mensuelle et annuelle comprennent déjà les fonctionnalités de la carte Bourgogne Liberté : Elles permettent d'acheter des billets au tarif réduit, dits billets bonus. L'abonnement annuel peut commencer au début de chaque mois).
L'abonnement Bourgogne Fréquence + est la version intermodale de l'abonnement décrit ci-dessus. Il inclut les transports en commun d'une ou deux des villes suivantes : Auxerre, Chalon-sur-Saône, Dijon, Mâcon, Nevers, Sens et le Le Creusot-Montceau-les-Mines.
Depuis les principales gares des lignes Dijon - Paris et depuis Auxerre, des billets aller-retour à prix réduit sont proposés pour passer une partie du week-end à Paris. Il y a trois formules au choix : aller-retour dans la journée du samedi (depuis Dijon uniquement) ; départ le samedi matin et retour le dimanche après-midi ; départ le dimanche après-midi et retour le dimanche matin. Dans le cas de l'aller-retour Dijon - Paris dans la journée, deux trains différents sont proposés pour l'aller ainsi que pour le retour. Pour les deux autres formules, les trains à emprunter sont fixés par avance. Les billets sont vendus en nombre limité à partir de quinze jours avant le départ. À titre exceptionnel, un achat en ligne via le site du TER Bourgogne est proposé. Une offre similaire existe pour les Parisiens souhaitant visiter Dijon, avec un départ le samedi après-midi et un retour le dimanche soir.

### Tarifs soumis à des conditions d'éligibilité
La carte Bourgogne Liberté -26 est une carte de réduction nominative valable pendant une année, délivrée aux personnes de moins de vingt-six ans. Elle donne droit à une réduction de 50 % pour tous les trajets à l'intérieur de la région et vers l'Île-de-France par Sens. Les week-ends, une personne accompagnant le titulaire de la carte peut bénéficier de la même réduction. La carte est vendue au prix de 27 € (février 2012). Cette carte a été supprimée en septembre 2017, remplacée par une simple présentation de la carte d'identité.
Les abonnements Bourgogne Fréquence -26 et Bourgogne Fréquence+ -26 reprennent les caractéristiques des abonnements Bourgogne Fréquence et Bourgogne Fréquence +, sans spécification du taux de réduction.
Le Chéquier Bourgogne Emploi est réservée aux demandeurs d'emploi et destiné à faciliter les déplacements pour se rendre à des entretiens d'embauche. Délivré tous les quatre mois par Pôle emploi, le chéquier comprend quatre bons pour l'achat de billets aller-retour avec une réduction de 80 % sur le plein tarif de la SNCF. Le trajet retour doit être effectué le jour même.

## Matériel roulant

### Utilisation
Les AGC (BGC et ZGC) sont présents sur la majorité des relations du TER Bourgogne, notamment les trains Mâcon - Chalon-sur-Saône - Dijon, qui sont assurés avec des AGC (ZGC, généralement, et parfois BGC). En outre, des Z2 du TER Franche-Comté y circulent parfois.
Les voitures Corail, qui sont tractées ou poussées par des BB 7200, sont équipées de la réversibilité avec des voitures pilotes B5uxh et circulent sur la relation Lyon - Dijon - Paris. Du matériel appartenant au TER Rhône-Alpes circule également sur cette relation, dans ce cas, les voitures pilotes sont, généralement, des B6dux, bien qu'on puisse voir des voitures B5uxh en tête des rames Rhône-Alpes. Les motrices y sont très fréquemment des BB 22200 réversibles. Les BB 7200 appartenant à la région Bourgogne possèdent le logo de la région sur leurs faces latérales. En outre, la ligne Paris-Lyon - Laroche-Migennes est elle-aussi exploitée avec des rames Corail réversibles, ainsi que les BB 7200. Toutefois, les Corail y sont parfois remplacés par des V 2N. Le parc Corail appartenant à la région Bourgogne devraient être rénovées en compensation de l'annulation de la commande de Regio 2N.
Les X 73500 circulent sur la ligne Chalon-sur-Saône - Montchanin, elles y sont parfois remplacées par des rames de type BGC. La ligne Dijon - Nevers est exploitée par des BGC. Les trains prolongés jusqu'à Tours sont généralement exploités avec des X 72500 tricaisses, appartenant à la région Centre, ayant appartenu à la région Bourgogne avant leur cession.

### Matériel actuel
Le matériel est entretenu par les technicentres SNCF de Nevers et Dijon-Perrigny, regroupés pour une meilleure gestion du matériel moteur dans le cadre du projet « STF Bour. - F.C. » (Superviseur Technique de Flotte Bourgogne Franche-Comté).

#### Voitures et rames tractées
- Voitures Corail ;
- voitures-pilote Corail réversibles B⁵uxh ;
- Voitures à deux niveaux (V 2N).

### Matériel futur
- La région Bourgogne n'a pas annoncé une commande matériel neuf pour le moment.

### Matériel passé
- Locomotives électriques BB 8500
- Locomotives électriques BB 9200
- Locomotives électriques BB 25500
- EAD X 4300
- EAD X 4500
- EAD X 4630
- EAD X 4750
- automotrices électriques Z 7100
- Les automotrices électriques Z 9500 qui appartenaient à la région Bourgogne ont été cédées le 11 décembre 2011 à la région Rhône-Alpes.
- La automotrices électriques Z 9600 qui appartenait à la région Bourgogne a été cédée le 11 décembre 2011 à la région Rhône-Alpes.
- Rames Réversibles Régionales (les rames 02 et 05 circulent toutefois toujours, en livrée Bourgogne, pour le compte du TER Provence-Alpes-Côte d'Azur)
- Les trois X 72500 tricaisses appartenant à la région Bourgogne ont été cédés à la région Centre à la suite de l'arrivée de l'AGC.

### Livrée

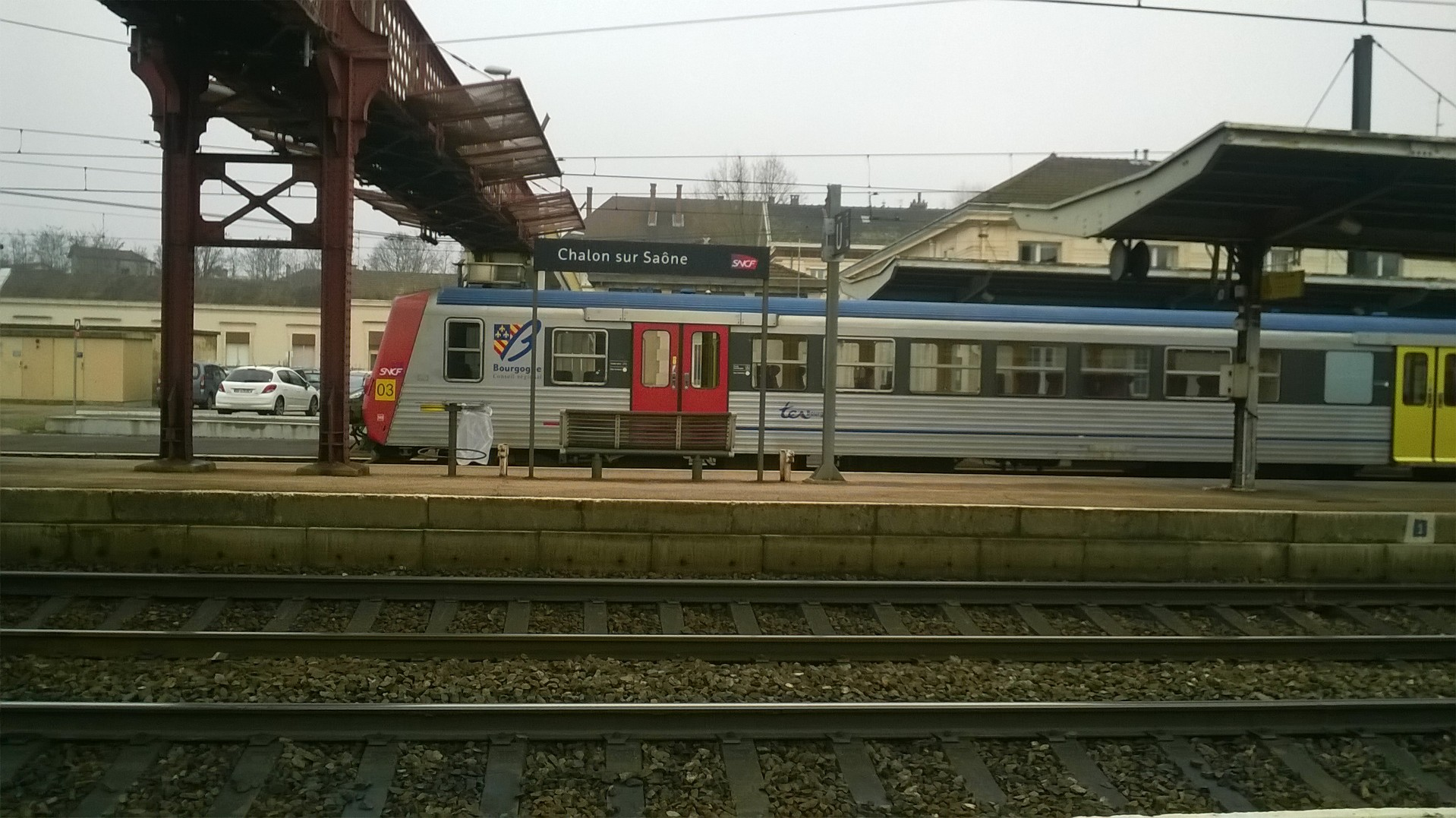
Rame Réversible Régionale en livrée Bourgogne en gare de Chalon-sur-Saône.

Les rames appartenant au TER Bourgogne arborent le logo de la région avec des portes et des faces rouges du côté voiture-pilote et jaune du côté motrice. Dans le cas d'un autorail, le côté pelliculé en rouge est celui du pot d'échappement.

## Projets à venir

### Dans le cadre du Contrat de projets État-région 2007-2013
Les deux lignes quittant la gare de Cravant - Bazarnes vers le sud, en direction d'Avallon (37,3 km) et en direction de Clamecy (35,3 km), bénéficient d'un renouvellement de l'infrastructure pour un montant total de 41 000 000 €. La vitesse autorisée peut ainsi être portée à 110 km/h sur certaines sections.
La section de Paray-le-Monial à Montceau-les-Mines (35,8 km) de la ligne du Coteau à Montchanin est soumise à une régénération complète de l'infrastructure jusqu'à fin 2013, afin de pouvoir rétablir la vitesse maximale initiale de 100 km/h. Le coût global de l'opération est de 41 000 000 €.
La section d'Imphy à Montchanin (118,2 km) de la ligne de Nevers à Chagny bénéficie d'un système de signalisation plus performant, afin de pouvoir réduire le délai entre deux trains et augmenter la capacité de la ligne. Cette mesure permet de faire circuler davantage de trains de marchandises, mais augmente également la souplesse de l'exploitation voyageurs. Le coût global de l'opération est de 16 000 000 €.

### Autres projets
Entre Chalon-sur-Saône et Mâcon (57,6 km), la signalisation est entièrement remplacée, et une installation permanente de contre-sens est mise en place à la même occasion. Les trains peuvent ainsi indifféremment emprunter l'une ou l'autre des voies, ce qui permet de limiter les retards en situation perturbée et d'effectuer des travaux d'entretien sur l'une des deux voies, alors que la circulation continue sur l'autre voie. Les travaux d'un montant estimé de 90 000 000 € devront être terminés courant 2012.
Le 20 novembre 2016, la SNCF, ferme la section d'Étang-sur-Arroux à Autun et annonce que des études vont être entreprises pour une « modernisation de la voie » et une desserte routière de substitution mise en place.
Le 18 décembre 2017 a vu le retour des trains à Autun.